# Lucrecia de Médicis
Lucrecia de Médici, (Florencia, 14 de febrero de 1545 - Ferrara, 21 de abril de 1561), hija del II Duque de Florencia Cosme I de Médici y su esposa Leonor Álvarez de Toledo, hija del Virrey de Nápoles.

## Primeros años
Nacida en Florencia, fue la quinta hija de Cosme I de Médici y su esposa Leonor Álvarez de Toledo, hija del Virrey de Nápoles, Pedro Álvarez de Toledo. 
Se crio en la brillante atmósfera de los Médici de Florencia, a pesar de su educación muy estricta y severa al seguir su madre la etiqueta española. Así, las niñas no podían salir de sus aposentos sin permiso, donde solo una dueña (sirvienta madura) podía estar con ellas y aparte del padre y hermanos los únicos varones que tenían acceso eran confesores ancianos.

## Matrimonio
En 1557, para sellar la paz entre Hércules II de Este y Felipe II de España se decidió que el Príncipe de Ferrara, Alfonso, se casaría con María de Cosme de Médici, la hija mayor de Cosme I, un aliado del rey de España y mediador del Tratado. Sin embargo, María murió de malaria poco después y fue reemplazada por la hermana más joven, Lucrecia.
El príncipe Alfonso II de Este, hizo su entrada solemne en Florencia el 18 de mayo de 1558 y el 3 de julio, se celebró el matrimonio de Lucrecia en una capilla. 
Sin embargo, debido a que la muchacha aún no había alcanzado la madurez sexual, la duquesa Leonor afirmó que su hija todavía tenía que estar con ella un tiempo hasta que se convirtiera en mujer. Así, tres días después de la boda Alfonso salió de Florencia, mientras que Lucrecia seguía viviendo con su hermana Isabel en los apartamentos de la madre, aislada del resto del mundo. Aunque le escribía numerosas cartas a su reciente esposo, no recibió respuesta. Mientras esperaba a Alfonso, apenas comía, hablaba poco y rezaba mucho por él en el servicio de mañana. La princesa deseaba fervientemente abandonar el control materno y comenzar una vida independiente. Después de un tiempo, el duque expresó su descontento con su yerno porque estaba retrasando su regreso.

## Muerte
A la muerte del duque Hércules II, Alfonso se convirtió en duque de Ferrara, Módena y Reggio con el nombre de Alfonso II de Este y Lucrecia se convirtió en duquesa consorte. 
Finalmente, Lucrecia dejó la corte de los Medici el 17 de febrero de 1560 e hizo su entrada triunfal en Ferrara. Sin embargo, permaneció aislada en sus aposentos mientras su debilitada salud empeoraba y apenas un año después murió de tuberculosis, después de dos meses de sufrimiento, atendida por un médico florentino especial enviado por su padre. Otra posible causa de la muerte, que a menudo se especula, fue el envenenamiento.  
Alfonso II y Lucrecia no habían tenido hijos, por lo que el duque se volvió a casar dos veces más para asegurarse un heredero: en 1565 con la archiduquesa Bárbara de Habsburgo, y en 1579 con Margarita Gonzaga. No tuvo hijos con ninguna de sus mujeres, y su muerte marcó el fin del dominio de la familia de Este sobre el ducado de Ferrara.

## Ascendencia
| Lucrecia de Médici | Padre: Cosme I de Médici        | Abuelo paterno: Juan de Médici                   | Bisabuelo paterno: Giovanni de Médici         |
| Lucrecia de Médici | Padre: Cosme I de Médici        | Abuelo paterno: Juan de Médici                   | Bisabuela paterna: Caterina Sforza            |
| Lucrecia de Médici | Padre: Cosme I de Médici        | Abuela paterna: María Salviati                   | Bisabuelo paterno: Jacobo Salviati            |
| Lucrecia de Médici | Padre: Cosme I de Médici        | Abuela paterna: María Salviati                   | Bisabuela paterna: Lucrecia de Médici         |
| Lucrecia de Médici | Madre: Leonor Álvarez de Toledo | Abuelo materno: Pedro Álvarez de Toledo y Zúñiga | Bisabuelo materno: Fadrique Álvarez de Toledo |
| Lucrecia de Médici | Madre: Leonor Álvarez de Toledo | Abuelo materno: Pedro Álvarez de Toledo y Zúñiga | Bisabuela materna: Isabel de Zúñiga           |
| Lucrecia de Médici | Madre: Leonor Álvarez de Toledo | Abuela materna: María Osorio Pimentel            | Bisabuelo materno: Luis Pimentel              |
| Lucrecia de Médici | Madre: Leonor Álvarez de Toledo | Abuela materna: María Osorio Pimentel            | Bisabuela materna: Juana Osorio               |